# Hans Otto Janssen
Hans Otto Janssen (* 18. Mai 1924 in Dülken; † 8. Dezember 1995 in Viersen) war ein deutscher Grafiker, Zeichner und Maler, der vor allem als Werbegrafiker und Plakatkünstler erfolgreich war. Er entwarf unter anderem das Logo der Marke Rotbäckchen.

## Leben und künstlerisches Schaffen
Hans Otto Janssen war der zweite von drei Söhnen eines Dülkener Zahnarztes. Nach dem Abitur 1942 an der Oberschule für Jungen in Viersen (Niederrhein) besuchte er die Werkkunstschule Krefeld. Während seines Studiums an der staatlichen Kunstakademie Düsseldorf (1942–1944 und 1948–1949) gestaltete er unter anderem Werbeplakate für Kinos in Mönchengladbach. Einer seiner Professoren an der Kunstakademie war Josef Pieper. Nach seinem Studium folgte eine Tätigkeit als freier Maler und Grafiker.
Janssen erstellte ab 1950 Gebrauchsgrafiken, Verpackungen und Werbekonzeptionen. Des Weiteren gestaltete er kinetische Objekte, Licht- und Glasplastiken. Er war mit dem Künstler Will Brüll und dem Betreiber der Galerie Illverich, Wolfgang Paul, befreundet. Er gehörte der 1951 gegründeten Mönchengladbacher Künstlergruppe „Die Planke“ und dem Viersener „Pölly Heckmann Kreis“ an.
Er entwarf zudem Pralinenpackungen der Marke Sarotti sowie Schokoladenverpackungen für die Firmen Stollwerck und Lindt. Er gestaltete in den 1970er Jahren diverse Plattenverpackungen u. a. für eine Märchenhörspiel-Edition, für die Firma Aulas Schallplatten (Schwanni) in Viersen. 1982 folgte der Neubeginn als freier Maler, Porträtmaler und Werbegrafiker. Zu seinen prominentesten Motiven als Porträtmaler gehörte Friedrich Wilhelm Christians, ehemaliger Vorstandsvorsitzender der Deutschen Bank. Für die Firma Lauffs entwarf er 1952 das erste Rotbäckchen-Logo. Im Jahre 1982 wurde es angepasst und ist bis heute wesentlicher Teil des Corporate Designs der Marke. In den achtziger Jahren folgten Ausstellungen in Showrooms niederrheinischer Unternehmen. Vom 12. September 1987 bis zum 11. Oktober 1987 fand die Ausstellung "Metamorphosen ins Malerische" statt. Der Text des Ausstellungsbandes stammte von Richard Kreidler aus Köln. 1994 entwarf er das Plakat für das Kunstfest NRW, das vom 1. bis 21. Mai 1994 in Viersen stattfand. Janssen lebte und arbeitete bis zuletzt in Viersen-Dülken in einem von seinem Bruder entworfenen Architektenbungalow. Er war mit Lieselotte Janssen (geb. Baumanns) verheiratet und Vater von drei Kindern.